# 26. Międzynarodowy Festiwal Filmowy w Wenecji
26. Międzynarodowy Festiwal Filmowy w Wenecji odbył się w dniach 24 sierpnia – 6 września 1965 roku.
Jury pod przewodnictwem włoskiego poety Carlo Bo przyznało nagrodę główną festiwalu, Złotego Lwa, włoskiemu filmowi Błędne gwiazdy Wielkiej Niedźwiedzicy w reżyserii Luchino Viscontiego. Drugą nagrodę w konkursie głównym, Nagrodę Specjalną Jury, przyznano ex aequo radzieckiemu obrazowi Mam 20 lat w reżyserii Marlena Chucyjewa, meksykańskiemu filmowi Szymon Pustelnik w reżyserii Luisa Buñuela oraz szwedzkiemu filmowi Dzielni mali mężczyźni w reżyserii Leifa Krantza.

## Członkowie jury

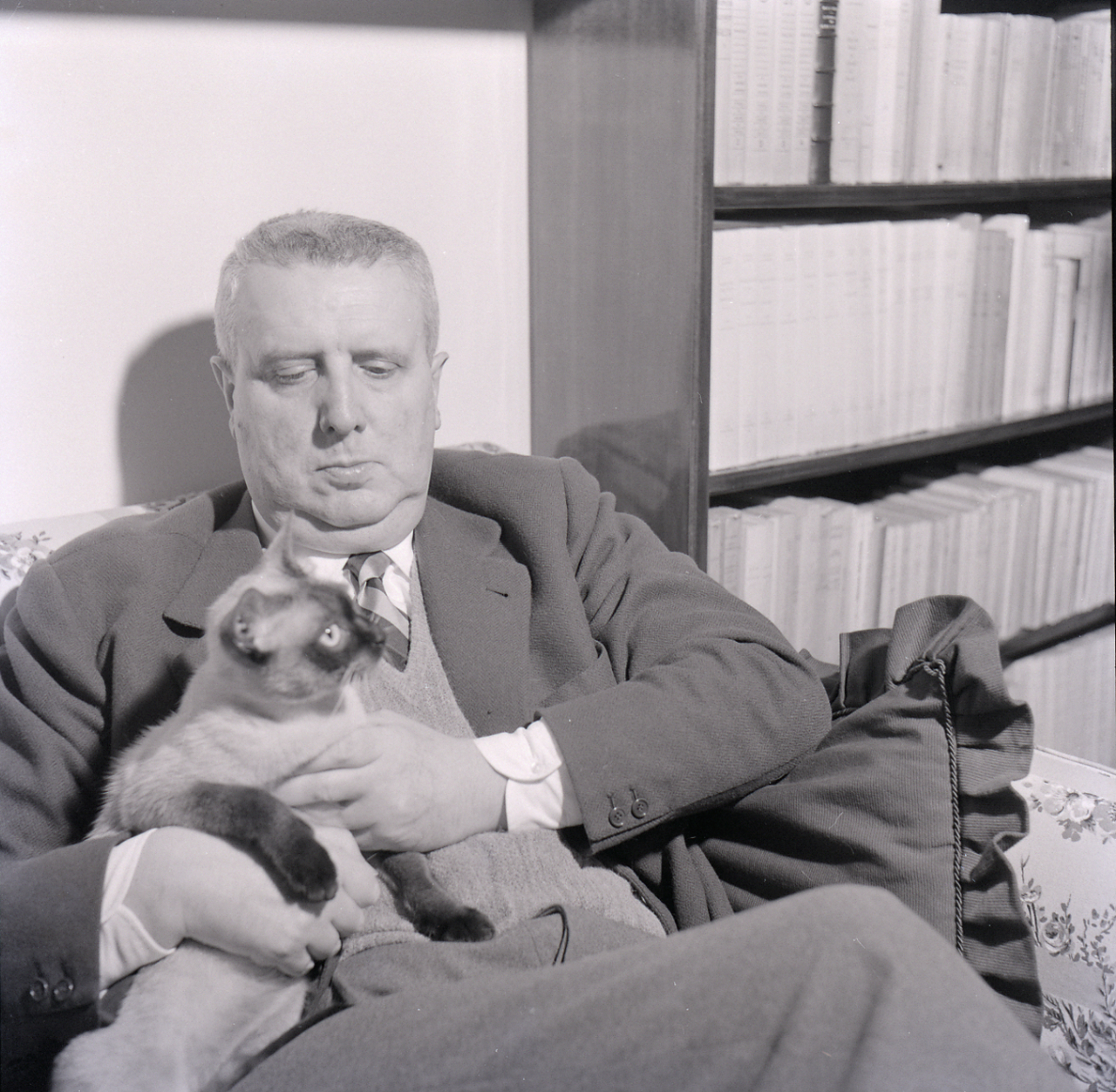
Przewodniczący jury konkursu głównego Carlo Bo

### Konkurs główny
- Carlo Bo, włoski poeta − przewodniczący jury[2]
- Lewis Jacobs, amerykański krytyk filmowy
- Jay Leyda, amerykański historyk filmu
- Nikołaj Liebiediew, rosyjski reżyser
- Max Lippmann, niemiecki dziennikarz
- Edgar Morin, francuski filozof
- Rune Waldekranz, szwedzki producent filmowy